# 南海空港線
空港線（くうこうせん）は、大阪府泉佐野市の泉佐野駅から同府泉南郡田尻町の関西空港駅までを結ぶ南海電気鉄道（南海）の鉄道路線である。駅ナンバリングで用いられる路線記号はNK。路線シンボルマークは、飛行機をイメージしたもの（）で、ラインカラーは紫。

## 概要
大阪湾の泉州沖にある関西国際空港へのアクセス路線である。泉佐野駅で南海本線から分岐し、難波駅から空港アクセス列車が運行されている。全長3,750mの関西国際空港連絡橋を渡るりんくうタウン駅 - 関西空港駅間は西日本旅客鉄道（JR西日本）関西空港線と両駅構内を除いて線路を共用しており、また同区間は南海電気鉄道が第二種鉄道事業者、新関西国際空港株式会社が第三種鉄道事業者となっている。全線に加算運賃が設定されている（南海電気鉄道#運賃を参照）。
全線の約78%が海上を通っており、日本国内では当線と線路を共用するJR関西空港線、関西国際空港と同じく海上に建設された中部国際空港の空港連絡鉄道である名鉄空港線、瀬戸内海を瀬戸大橋で渡るJR本四備讃線と共に、海上を通る区間が全体の4分の1 (25%) 以上ある数少ない鉄道路線である。
南海本線からの分岐路線ではあるが、支線ではなく本線群扱いとなっており、駅ナンバリングに枝番は付かない。ただし、番号部分は泉佐野駅から当路線に連続させる形が採られ、南海本線の羽倉崎駅以南は関西空港駅からの続番となっている。

### 路線データ
- 管轄・路線距離（営業キロ）：全長8.8km
  - 南海電気鉄道（第一種鉄道事業者）：
    - 泉佐野駅 - りんくうタウン駅間 1.9km

  - 南海電気鉄道（第二種鉄道事業者）・新関西国際空港（第三種鉄道事業者）：
    - りんくうタウン駅 - 関西空港駅間 6.9km
- 軌間：1067mm
- 駅数：3駅（起終点駅含む）
- 複線区間：全線
- 電化区間：全線電化（直流1500V）
- 閉塞方式：自動閉塞式
- 保安装置：ATS-PN（りんくうタウン駅 - 関西空港駅間はJR形ATS-Pを併設）
- 最高速度：
  - 特急：関西国際空港連絡橋上120km/h、その他の区間110km/h
  - その他の列車：全区間110km/h

## 沿線概況
3面4線の構造を持つ起点の泉佐野駅からはしばらく南海本線と線路を共用するが、やがて左にカーブをすると南海本線がまっすぐ南西に向かうのに対して空港線は大きく右にカーブをして北西に進路をとる。特に下り線は南海本線の高架を乗り越える高々架となる。周辺には住宅密集地のほか、左前方にはりんくうプレジャータウンSEACLEの大観覧車が、右前方にはりんくうゲートタワービルが見える。やがて上下線の高架が一旦近接するがすぐにまた離れ、左後方から近づいてくる関西空港自動車道・国道481号・JR関西空港線と並走を始めたところで島式2面4線のりんくうタウン駅に到着する。
JRとの共同使用駅であるりんくうタウン駅は内側2線をJRが、外側2線を南海が使用しているが、同駅を出ると両社の線路が合流し、大阪湾を渡る2層構造で、在来線の鉄道橋としては最長の関西国際空港連絡橋の下層を轟音を立てながら渡る。関西国際空港島に入ると高度を下げ、大きく左にカーブしながら島内アクセス道路の間にある掘割部分を進み、JRの線路が右側へ分岐して終点の関西空港駅に着く。

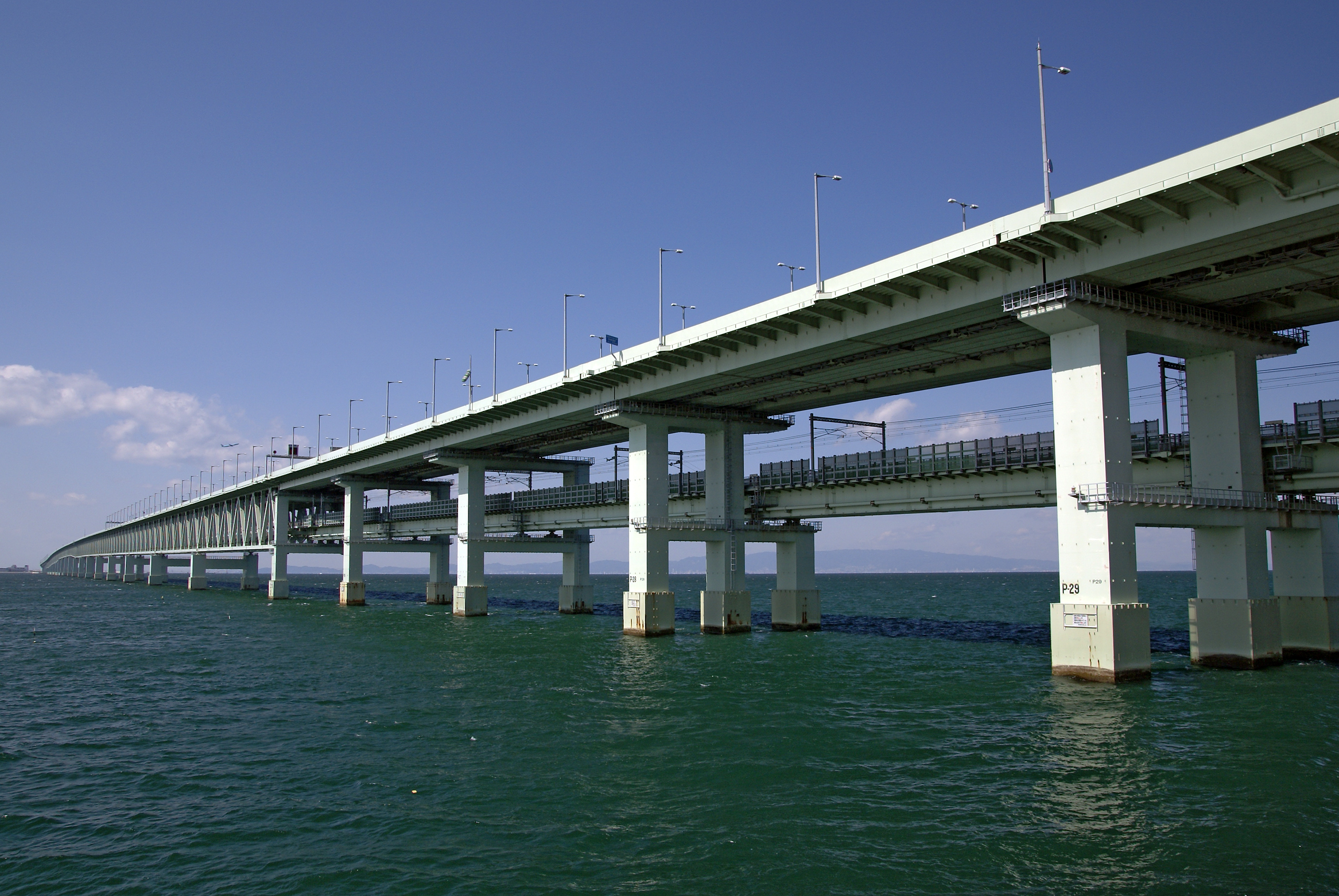
関西国際空港連絡橋
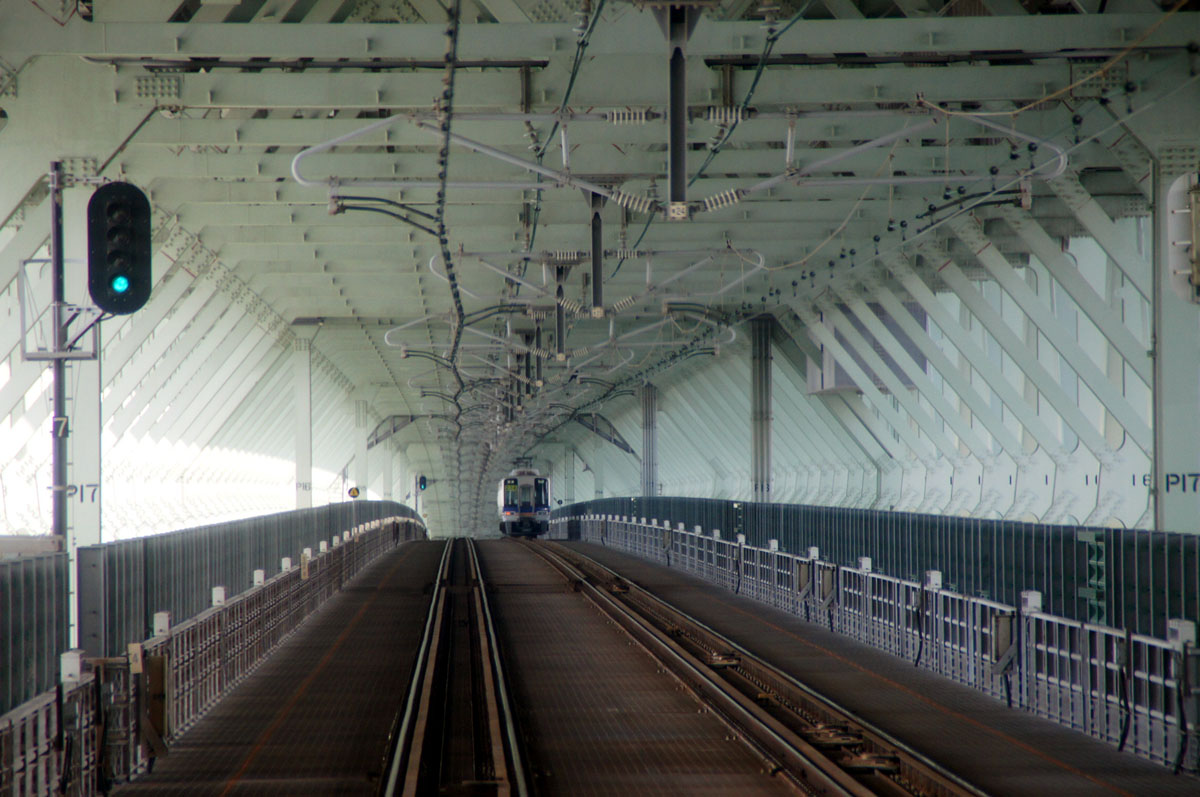
関西国際空港連絡橋の鉄道部。 架線はコンパウンドカテナリー式。

| ← 阪和線 天王寺方面 ← 南海本線 難波方面 | 日根野駅・長滝駅・泉佐野駅・羽倉崎駅・りんくうタウン駅・関西空港駅 配線略図 | → 阪和線 和歌山方面 → 南海本線 和歌山市方面 |
| 凡例 出典:                              |                                                                             |                                             |

## 運行形態
基本的には、難波駅発着（南海本線直通）の特急「ラピート」・空港急行を中心に運転されている。かつて特急「ラピート」はりんくうタウン駅を通過していたが、2003年から同駅近くにあるアウトレットモール（りんくうプレミアム・アウトレット）への乗客を見込んで停車するようになった。このほか普通車が難波駅発着で朝夕を中心に運転され、朝には泉佐野発関西空港行きも運転されている。南海本線和歌山市方面とは異なり、自由席の連結された特急列車は運転されていない。

## 歴史
- 1987年（昭和62年）12月2日 南海電気鉄道に対し泉佐野 - りんくうタウン間の第一種鉄道事業、りんくうタウン - 関西空港間の第二種鉄道事業が免許[3]。関西国際空港（当時）に対しりんくうタウン - 関西空港間の第三種鉄道事業が免許[4]。
- 1988年（昭和63年）4月 用地買収を開始[5]。泉佐野駅での南海本線連続立体交差化工事も同時に行われたことや地価の高騰、工期の問題などで約3万平方メートルにも上る用地取得は難航を極め、事業費は当初想定の184億円から最終的には2倍以上の375億円にまで膨らんだ[5]。
- 1994年（平成6年）
  - 6月15日 泉佐野駅 - 関西空港駅間が開業[1]。従業員輸送のため先行開業[1]。
  - 9月4日 関西国際空港開港。特急「ラピート」の運転を開始。
- 1995年（平成7年）1月17日 阪神・淡路大震災が発生し、りんくうタウン駅‐関西空港駅間で列車が立ち往生し動けなくなった。14時20分に運転再開[6]。
- 2005年（平成17年）11月27日 泉佐野駅周辺の高架化工事完成（これにより、線内から踏切がすべて除却された）。普通を終日運転化。
- 2013年（平成25年）5月31日 保安装置を開業時から使用されていたATS-NからATS-PNに変更[7]。
- 2018年（平成30年）関西空港連絡橋被災のため関西空港駅の運賃が隠されていた南海新今宮駅の運賃表
（2018年9月14日）

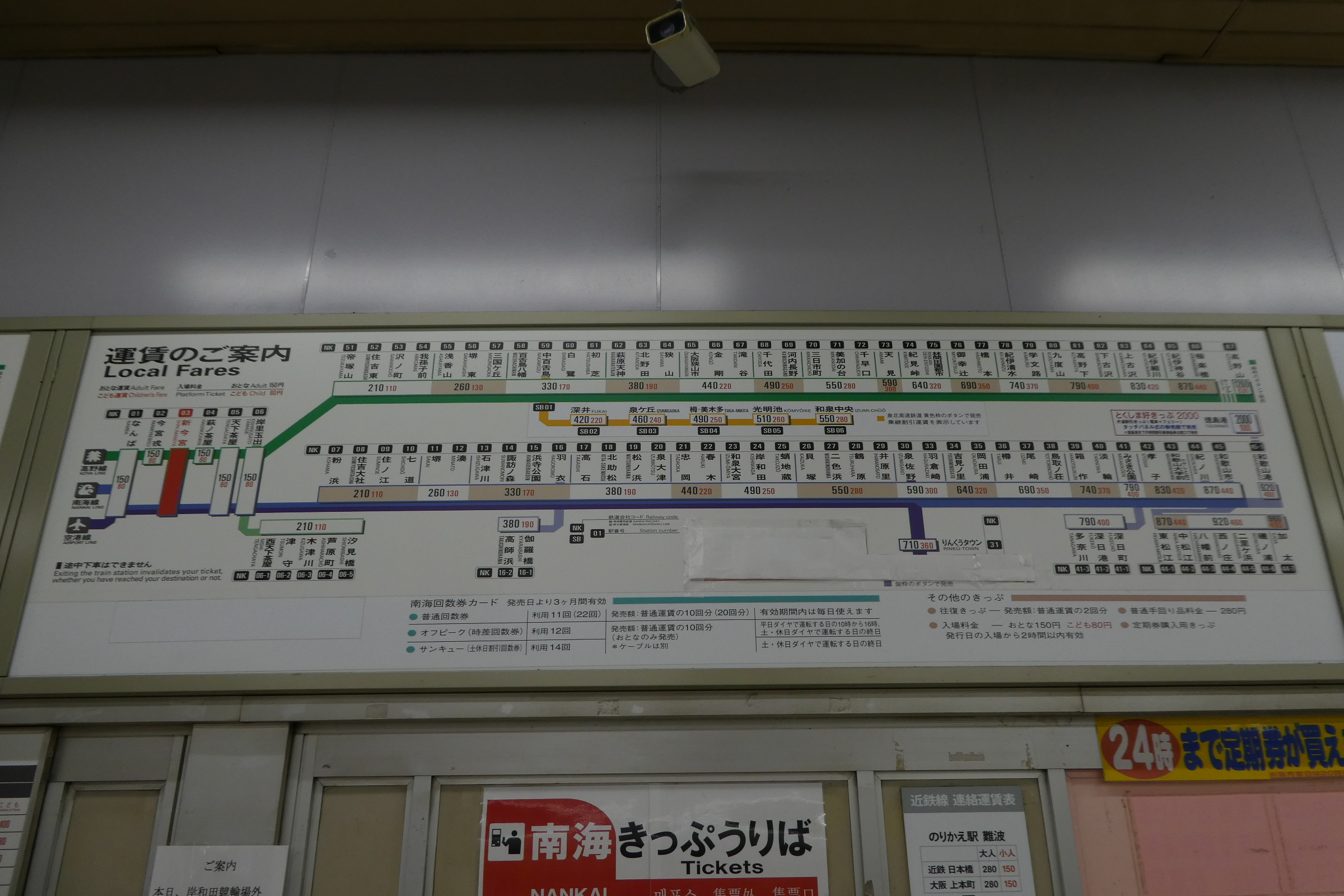
関西空港連絡橋被災のため関西空港駅の運賃が隠されていた南海新今宮駅の運賃表
（2018年9月14日）

  - 9月4日 台風21号の影響で関西国際空港連絡橋に停泊していたタンカーが漂流して衝突し[8]、連絡橋が被害を受けたため、翌日以降も不通となる[9]。
  - 9月8日：泉佐野駅 - りんくうタウン駅間で運転再開[10][11]。
  - 9月18日：りんくうタウン駅 - 関西空港駅間で運転再開、全線復旧[12]。

## 駅一覧
- 全駅大阪府内に所在。
- 特急（ラピートα・β）・空港急行・普通：全種別・全列車とも各駅に停車。南海本線内の停車駅は南海本線を参照。

| 駅番号 | 駅名             | 駅間キロ | 営業キロ | 接続路線                                    | 所在地        |
| ------ | ---------------- | -------- | -------- | ------------------------------------------- | ------------- |
| NK30   | 泉佐野駅         | -        | 0.0      | 南海電気鉄道： 南海本線（難波駅方面へ直通） | 泉佐野市      |
| NK31   | りんくうタウン駅 | 1.9      | 1.9      | 西日本旅客鉄道： 関西空港線 (JR-S46)        | 泉佐野市      |
| NK32   | 関西空港駅       | 6.9      | 8.8      | 西日本旅客鉄道： 関西空港線 (JR-S47)        | 泉南郡 田尻町 |

## その他
- 全線の約42.6 %が海の上を通っており、日本国内では瀬戸大橋を渡る本四備讃線、当線と線路を共用する関西空港線、関西国際空港と同じく海上に建設された中部国際空港の空港連絡鉄道である名鉄空港線と共に、海の上を通る区間が全線の4分の1 (25 %) 以上ある数少ない鉄道路線である。
- 南海電気鉄道の株主優待として同社全線で利用可能な乗車証が配布されているが、りんくうタウン駅 - 関西空港駅間のみ除外されており、関西空港駅では利用できない[13]。